# Nuoto ai campionati europei di nuoto 2018 - Staffetta mista 4x200 metri stile libero
La staffetta mista 4x200 m stile libero degli Europei 2018 si è svolta il 4 agosto 2018. Le batterie si sono svolte al mattino mentre la finale è stata disputata nel pomeriggio dello stesso giorno.

## Podio
| Posizione | Oro                                                                                         | Argento | Bronzo                                                                                     |
| --------- | ------------------------------------------------------------------------------------------- | --- | ------------------------------------------------------------------------------------------ |
| Nazione   | Germania                                                                                    | Russia | Gran Bretagna                                                                              |
| Atleti    | Jacob Heidtmann Henning Mühlleitner Reva Foos Annika Bruhn Marius Zobel* Isabel Marie Gose* | Michail Vekoviščev Michail Dovgaljuk Valeriya Salamatina Viktoriya Andreyeva Martin Maljutin* Vyacheslav Andrusenko* Irina Krivonogova* Anastasia Guzhenkova* | Stephen Milne Craig McLean Kathryn Greenslade Freya Anderson Cameron Kurle* Holly Hibbott* |

## Risultati

### Batterie
| Pos | Batteria | Corsia | Nazione       | Atleti | Tempo   | Note |
| --- | -------- | ------ | ------------- | --- | ------- | ---- |
| 1   | 1        | 7      | Russia        | Martin Maljutin (1'47"46) Viacheslav Andrusenko (1'47"58) Irina Krivonogova (1'59"13) Anastasia Guzhenkova (1'58"99) | 7'33"16 | Q    |
| 2   | 1        | 5      | Gran Bretagna | Cameron Kurle (1'49"05) Craig McLean (1'48"50) Kathryn Greenslade (1'57"26) Holly Hibbott (1'59"68)                  | 7'34"49 | Q    |
| 3   | 2        | 6      | Germania      | Jacob Heidtmann (1'46"81) Marius Zobel (1'49"46) Reva Foos (1'58"48) Isabel Marie Gose (2'00"41)                     | 7'35"16 | Q    |
| 4   | 2        | 7      | Italia        | Alessio Proietti Colonna (1'48"09) Matteo Ciampi (1'47"92) Stefania Pirozzi (2'02"03) Margherita Panziera (1'59"46)  | 7'37"50 | Q    |
| 5   | 1        | 2      | Paesi Bassi   | Dion Dreesens (1'49"57) Maarten Brzoskowski (1'49"09) Marjolein Delno (2'01"29) Robin Neumann (1'59"35)              | 7'39"30 | Q    |
| 6   | 1        | 3      | Israele       | Daniel Namir (1'49"58) Denis Loktev (1'49"33) Anastasya Gorbenko (2'03"04) Andrea Murez (2'00"37)                    | 7'42"32 | Q    |
| 7   | 2        | 5      | Ungheria      | Balázs Holló (1'50"19) Benjámin Grátz (1'49"85) Zsuzsanna Jakabos (2'01"68) Evelyn Verrasztó (2'02"74)               | 7'44"46 | Q    |
| 8   | 1        | 4      | Slovacchia    | Adam Halas (1'57"53) Richard Nagy (1'51"94) Nikoleta Trníková (2'11"95) Laura Benková (2'03"16)                      | 8'04"58 | Q    |
| 9   | 2        | 4      | San Marino    | Cristian Santi (1'58"98) Gianluca Pasolini (2'01"25) Elisa Bernardi (2'10"29) Arianna Valloni (2'10"79)              | 8'21"31 |      |
| -   | 2        | 2      | Svezia        | dns | dns     | dns  |
| -   | 2        | 3      | Estonia       | dns | dns     | dns  |

### Finale
| Pos     | Corsia | Nazione       | Atleti | Tempo   | Note                  |
| ------- | ------ | ------------- | --- | ------- | --------------------- |
| Oro     | 3      | Germania      | Jacob Heidtmann (1'46"52) Henning Mühlleitner (1'47"32) Reva Foos (1'58"25) Annika Bruhn (1'56"34)                     | 7'28"43 | Record dei campionati |
| Argento | 4      | Russia        | Michail Vekoviščev (1'47"10) Michail Dovgaljuk (1'47"37) Valeriya Salamatina (1'56"18) Viktoriya Andreyeva (1'58"72)   | 7'29"37 |                       |
| Bronzo  | 5      | Gran Bretagna | Stephen Milne (1'47"77) Craig McLean (1'48"34) Kathryn Greenslade (1'57"81) Freya Anderson (1'55"80)                   | 7'29"72 |                       |
| 4       | 1      | Ungheria      | Kristóf Milák (1'48"04) Nándor Németh (1'46"90) Katinka Hosszú (1'57"31) Zsuzsanna Jakabos (1'58"94)                   | 7'31"19 |                       |
| 5       | 6      | Italia        | Filippo Megli (1'47"48) Alessio Proietti Colonna (1'48"37) Federica Pellegrini (1'56"76) Margherita Panziera (1'59"76) | 7'32"37 |                       |
| 6       | 2      | Paesi Bassi   | Kyle Stolk (1'48"64) Stan Pijnenburg (1'47"79) Femke Heemskerk (1'56"13) Robin Neumann (1'59"83)                       | 7'32"39 |                       |
| 7       | 7      | Israele       | Denis Loktev (1'47"87) Daniel Namir (1'48"71) Anastasya Gorbenko (2'02"47) Andrea Murez (2'01"02)                      | 7'40"07 |                       |
| 8       | 8      | Slovacchia    | Richard Nagy (1'52"65) Adam Halas (1'56"77) Nikoleta Trníková (2'10"24) Laura Benková (2'03"84)                        | 8'03"50 |                       |